# Sint-Truidense VV in het seizoen 2015/16
Sint-Truiden kwam in het seizoen 2015/16 uit in de Belgische Eerste Klasse. In het voorbije seizoen werd STVV kampioen in Tweede Klasse, waardoor het promoveerde. De Truienaren eindigden het seizoen op de dertiende plaats.

## Overzicht
Na drie seizoenen in Tweede Klasse keerde Sint-Truiden in 2015 terug naar de hoogste voetbalafdeling. Het is het 39ste seizoen van Sint-Truiden in Eerste Klasse. In de openingswedstrijd van het voetbalseizoen won de club met 2-1 van vice-kampioen Club Brugge. Sint-Truiden won vervolgens van Moeskroen, speelde gelijk tegen KV Oostende en verloor nipt van landskampioen AA Gent. Op de vijfde speeldag won het thuis met 3-1 van aartsrivaal KRC Genk. Het was voor het eerst in de geschiedenis dat STVV thuis in competitieverband kon winnen van Genk, na achttien vergeefse pogingen. Tien dagen later verliet succescoach Yannick Ferrera Sint-Truiden om trainer te worden van Standard Luik. Hij werd opgevolgd door zijn hulptrainer, de Noord-Ier Chris O'Loughlin.
Onder leiding van trainer O'Loughlin kon STVV niet langer aanknopen met de successen van het begin van het seizoen. Vooral het versterk van sleutelspelers Rob Schoofs en Edmilson Junior Paulo da Silva tijdens de winterstop zou een aderlating betekenen voor de club. Gaandeweg zakte Sint-Truiden van de subtop weg richting gevarenzone. In de terugronde kon de club amper twee van diens vijftien wedstrijden winnen, beiden buitenshuis. Op Stayen haalde Sint-Truiden amper twee punten in de terugronde. Door deze tegenvallende prestaties kwamen de Truienaren op de laatste speeldag nog in aanmerking voor degradatie. Een gelijkspel thuis tegen KSC Lokeren bleek evenwel voldoende om een verlengd verblijf in de hoogste afdeling af te dwingen.
Begin april maakte de club bekend dat het contract met trainer O'Loughlin na het einde van het seizoen niet verlengd zou worden. Ook hulptrainer Benedict McCarthy moest STVV verlaten. In play-off II bleven de prestaties ondermaats; Sint-Truiden kon geen enkele wedstrijd winnen, en eindigde dan ook op de laatste plaats. Trainer O'Loughlin werd opgevolgd door de Kroaat Ivan Leko.

## Ploegsamenstelling
| Nr. | Naam                           | Positie      | Nationaliteit          | Geboortedatum     |
| --- | ------------------------------ | ------------ | ---------------------- | ----------------- |
| 1   | Yves De Winter                 | Doelman      | België                 | 25 mei 1987       |
| 3   | Alessandro Iandoli             | Verdediger   | Italië                 | 29 april 1984     |
| 4   | Pierre-Baptiste Baherlé        | Middenvelder | Frankrijk              | 7 juli 1991       |
| 5   | Alfonso Artabe                 | Middenvelder | Spanje                 | 18 augustus 1988  |
| 6   | Gaëtan Hendrickx               | Middenvelder | België                 | 30 maart 1995     |
| 7   | Mehdi Lazaar                   | Aanvaller    | België                 | 9 maart 1993      |
| 8   | Faycal Rherras                 | Verdediger   | Marokko                | 7 april 1993      |
| 9   | Yannis Mbombo                  | Aanvaller    | België                 | 8 april 1994      |
| 10  | Jean-Luc Dompé                 | Middenvelder | Frankrijk              | 12 augustus 1995  |
| 11  | Yohan Boli                     | Aanvaller    | Ivoorkust              | 17 november 1993  |
| 16  | Rob Schoofs                    | Middenvelder | België                 | 23 maart 1994     |
| 18  | Mamadou Bagayoko               | Verdediger   | Ivoorkust              | 31 december 1989  |
| 19  | Yvan Erichot                   | Verdediger   | Frankrijk              | 25 maart 1990     |
| 20  | Hilaire Momi                   | Aanvaller    | Centr.-Afrikaanse Rep. | 16 maart 1990     |
| 21  | Mathias Schils                 | Verdediger   | België                 | 1 mei 1993        |
| 22  | Edmilson Junior Paulo da Silva | Middenvelder | België                 | 19 augustus 1994  |
| 23  | Sascha Kotysch                 | Verdediger   | Duitsland              | 2 oktober 1988    |
| 24  | Salomon Nirisarike             | Verdediger   | Rwanda                 | 23 maart 1993     |
| 26  | Rúben Fernandes                | Verdediger   | Portugal               | 6 mei 1986        |
| 27  | Iebe Swers                     | Middenvelder | België                 | 27 december 1996  |
| 28  | William Dutoit                 | Doelman      | Frankrijk              | 9 maart 1993      |
| 29  | Victorien Angban               | Middenvelder | Ivoorkust              | 29 september 1996 |
| 30  | Emil Velić                     | Doelman      | Slovenië               | 6 februari 1995   |

### Trainersstaf
- Yannick Ferrera (hoofdcoach tot september 2015)
- Chris O'Loughlin (hoofdcoach vanaf september 2015)

### Transfers
| - Victorien Angban (geleend van Chelsea FC) - Alfonso Artabe (CDA Baleares) - Mamadou Bagayoko (Slovan Bratislava) - Yohan Boli (RCS Verviers) - Cristián Cuevas (geleend van Chelsea FC) - Alexis De Sart (Standard Luik) - Yves De Winter (AZ Alkmaar) - Jean-Luc Dompé (Valenciennes FC) - Damien Dussaut (Standard Luik) - Rúben Fernandes (GD Estoril) - Pieter Gerkens (KRC Genk) - Wolke Janssens (KFC Dessel Sport) - May Mahlangu (Konyaspor) - Yannis Mbombo (geleend van Standard Luik) - Yuji Ono (Standard Luik) - Nick Proschwitz (SC Paderborn 07) - Benito Raman (geleend van AA Gent) - Joao Rodríguez (geleend van Chelsea FC) - Allan Rodrigues de Souza (geleend van Liverpool FC) - Falaye Sacko (geleend van Újpest FC) - Yaya Soumahoro (AA Gent) - Fabien Tchenkoua (Nîmes Olympique) - Mohamed Tchité (Petrolul Ploiești) | - Redouan Aalhoul (contract ontbonden) - Pierre-Baptiste Baherlé (contract ontbonden) - Igor Berezovsky (einde uitleenbeurt) - Dimitri Daeseleire (Antwerp FC) - Joeri Dequevy (Antwerp FC) - Jean-Luc Dompé (Standard Luik) - David Habarugira (contract ontbonden) - Mehdi Haddadou (uitgeleend aan RU Sint-Gillis) - Mehdi Lazaar (Excelsior Virton) - Hilaire Momi (uitgeleend aan Seraing United) - Piotr Parzyszek (einde uitleenbeurt) - Edmilson Junior Paulo da Silva (Standard Luik) - Jordan Renson (Club Brugge) - Rodrigo Rojo (einde uitleenbeurt) - Falaye Sacko (einde uitleenbeurt) - Davy Schollen (gestopt) - Rob Schoofs (AA Gent) - Mergim Vojvoda (einde uitleenbeurt) - Yvan Yagan (Cercle Brugge) |

## Oefenwedstrijden
|                                       |                    |        |                       |  |
| Zaterdag 20 juni 2015, 17:00 uur      | Herk Sport Hasselt | 0 - 11 | Sint-Truiden          |  |
|                                       |                    |        |                       |  |
|                                       |                    |        |                       |  |
| Woensdag 24 juni 2015, 19:30 uur      | KVK Wellen         | 0 - 4  | Sint-Truiden          |  |
|                                       |                    |        |                       |  |
|                                       |                    |        |                       |  |
| Zondag 28 juni 2015, 18:00 uur        | Sint-Truiden       | 3 - 1  | AS Verbroedering Geel |  |
|                                       |                    |        |                       |  |
|                                       |                    |        |                       |  |
| Zaterdag 4 juli 2015, 19:00 uur       | Sint-Truiden       | 2 - 2  | Újpest FC             |  |
|                                       |                    |        |                       |  |
|                                       |                    |        |                       |  |
| Zaterdag 11 juli 2015, 19:30 uur      | Sint-Truiden       | 1 - 1  | KSC Lokeren           |  |
|                                       |                    |        |                       |  |
|                                       |                    |        |                       |  |
| Woensdag 15 juli 2015, 19:30 uur      | KSK Hasselt        | 0 - 0  | Sint-Truiden          |  |
|                                       |                    |        |                       |  |
|                                       |                    |        |                       |  |
| Zaterdag 18 juli 2015, 18:00 uur      | Sint-Truiden       | 4 - 0  | Charlton Athletic FC  |  |
|                                       |                    |        |                       |  |
|                                       |                    |        |                       |  |
| Woensdag 12 augustus 2015, 19:00 uur  | Luxemburg          | 1 - 3  | Sint-Truiden          |  |
|                                       |                    |        |                       |  |
|                                       |                    |        |                       |  |
| Donderdag 12 november 2015, 14:00 uur | Sint-Truiden       | 3 - 0  | SK Lierse             |  |
|                                       |                    |        |                       |  |
|                                       |                    |        |                       |  |
| Woensdag 6 januari 2016, 15:30 uur    | Sint-Truiden       | 0 - 0  | Antwerp FC            |  |
|                                       |                    |        |                       |  |
|                                       |                    |        |                       |  |
| Zaterdag 9 januari 2016, 15:30 uur    | Sint-Truiden       | 0 - 0  | KSC Lokeren           |  |
|                                       |                    |        |                       |  |
|                                       |                    |        |                       |  |
| Vrijdag 25 maart 2016, 11:00 uur      | Sint-Truiden       | 4 - 4  | KAS Eupen             |  |
|                                       |                    |        |                       |  |

## Eerste Klasse

### Reguliere competitie

#### Wedstrijden
| | |       | | |
| Vrijdag 24 juli 2015, 20:30 uur                                                                                             | Sint-Truiden | 2 - 1 | Club Brugge | |
| Stayen, Sint-Truiden Toeschouwers: 12.356 Scheidsrechter: Sébastien Delferière Speeldag 1 Eerste Klasse 2015-16             | Edmilson Junior Paulo da Silva 12' Yvan Erichot 21' Rúben Fernandes 57' Edmilson Junior Paulo da Silva 74' Edmilson Junior Paulo da Silva 78' Victorien Angban 90' |       | 12' Timmy Simons 28' Tom De Sutter 49' Laurens De Bock                                                                                   | Opstelling Sint-Truiden: William Dutoit, Rúben Fernandes, Mamadou Bagayoko, Yvan Erichot, Alfonso Artabe, Faycal Rherras, Yuji Ono, Rob Schoofs, Edmilson Junior Paulo da Silva, Jean-Luc Dompé, Yohan Boli Wissels Sint-Truiden: 64' Alfonso Artabe Victorien Angban 72' Yohan Boli Yannis Mbombo 87' Jean-Luc Dompé Salomon Nirisarike                        |
| | |       | | |
| Zaterdag 1 augustus 2015, 20:00 uur                                                                                         | Moeskroen | 0 - 2 | Sint-Truiden | |
| Le Canonnier, Moeskroen Toeschouwers: 1.800 Scheidsrechter: Denis Vanbecelaere Speeldag 2 Eerste Klasse 2015-16             | Pieter-Jan Monteyne 20' |       | 6' Rúben Fernandes 45' Yannis Mbombo 64' Mamadou Bagayoko 72' Mamadou Bagayoko 77' Yohan Boli 80' Jean-Luc Dompé 83' Jordan Renson       | Opstelling Sint-Truiden: William Dutoit, Rúben Fernandes, Mamadou Bagayoko, Yvan Erichot, Alfonso Artabe, Faycal Rherras, Yuji Ono, Rob Schoofs, Jean-Luc Dompé, Yohan Boli, Yannis Mbombo Wissels Sint-Truiden: 44' Yuji Ono Mehdi Lazaar 56' Yannis Mbombo Victorien Angban 75' Alfonso Artabe Jordan Renson                                                  |
| | |       | | |
| Zaterdag 8 augustus 2015, 20:00 uur                                                                                         | Sint-Truiden | 1 - 1 | KV Oostende | |
| Stayen, Sint-Truiden Toeschouwers: 9.636 Scheidsrechter: Bram Van Driessche Speeldag 3 Eerste Klasse 2015-16                | Rúben Fernandes 44' Edmilson Junior Paulo da Silva 54' Jean-Luc Dompé 71'                                                                                          |       | 57' Sébastien Siani 79' Joseph Akpala 89' Fabien Antunes                                                                                 | Opstelling Sint-Truiden: William Dutoit, Rúben Fernandes, Yvan Erichot, Alfonso Artabe, Faycal Rherras, Rob Schoofs, Edmilson Junior Paulo da Silva, Jean-Luc Dompé, Yohan Boli, Victorien Angban, Yannis Mbombo Wissels Sint-Truiden: 55' Yannis Mbombo Yuji Ono 81' Yohan Boli Gaëtan Hendrickx 90' Jean-Luc Dompé Pierre-Baptiste Baherlé                    |
| | |       | | |
| Zondag 16 augustus 2015, 18:00 uur                                                                                          | AA Gent | 1 - 0 | Sint-Truiden | |
| Ghelamco Arena, Sint-Truiden Toeschouwers: 19.999 Scheidsrechter: Johan Verbist Speeldag 4 Eerste Klasse 2015-16            | Erik Johansson 28' Laurent Depoitre 32' |       | 25' Yvan Erichot 45+1' Yannis Mbombo 63' Cristián Cuevas                                                                                 | Opstelling Sint-Truiden: William Dutoit, Yvan Erichot, Alfonso Artabe, Salomon Nirisarike, Faycal Rherras, Yuji Ono, Rob Schoofs, Edmilson Junior Paulo da Silva, Jean-Luc Dompé, Victorien Angban, Yannis Mbombo Wissels Sint-Truiden: 41' Edmilson Junior Paulo da Silva Gaëtan Hendrickx 62' Yannis Mbombo Cristián Cuevas 74' Yuji Ono Joao Rodríguez       |
| | |       | | |
| Vrijdag 21 augustus 2015, 20:30 uur                                                                                         | Sint-Truiden | 3 - 1 | KRC Genk | |
| Stayen, Sint-Truiden Toeschouwers: 12.501 Scheidsrechter: Joeri Van de Velde Speeldag 5 Eerste Klasse 2015-16               | Edmilson Junior Paulo da Silva 11' Victorien Angban 34' Yannis Mbombo 51' Jean-Luc Dompé 78' Edmilson Junior Paulo da Silva 81'                                    |       | 21' Thomas Buffel 31' Siebe Schrijvers 72' Katuku Tshimanga 81' Christian Kabasele 83' (pen.) Yoni Buyens 83' Yoni Buyens                | Opstelling Sint-Truiden: William Dutoit, Mamadou Bagayoko, Yvan Erichot, Alfonso Artabe, Faycal Rherras, Yuji Ono, Rob Schoofs, Edmilson Junior Paulo da Silva, Jean-Luc Dompé, Victorien Angban, Yannis Mbombo Wissels Sint-Truiden: 68' Yannis Mbombo Yohan Boli 90' Jean-Luc Dompé Mathias Schils 90+2' Alfonso Artabe Salomon Nirisarike                    |
| | |       | | |
| Zaterdag 29 augustus 2015, 18:00 uur                                                                                        | Oud-Heverlee Leuven | 1 - 0 | Sint-Truiden | |
| Den Dreef, Leuven Toeschouwers: 7.800 Scheidsrechter: Wim Smet Speeldag 6 Eerste Klasse 2015-16                             | John Bostock 21' Flavien Le Postollec 48' Leandro Trossard 51' Konstantinos Rougkalas 82'                                                                          |       | 10' Alfonso Artabe 40' Victorien Angban                                                                                                  | Opstelling Sint-Truiden: William Dutoit, Mamadou Bagayoko, Yvan Erichot, Alfonso Artabe, Faycal Rherras, Yuji Ono, Rob Schoofs, Edmilson Junior Paulo da Silva, Jean-Luc Dompé, Victorien Angban, Yannis Mbombo |
| | |       | | |
| Zondag 13 september 2015, 20:00 uur                                                                                         | Sint-Truiden | 1 - 1 | Sporting Charleroi | |
| Stayen, Sint-Truiden Toeschouwers: 8.934 Scheidsrechter: Frederik Geldhof Speeldag 7 Eerste Klasse 2015-16                  | Yvan Erichot 36' Yvan Erichot 77' Rob Schoofs 86' |       | 19' Christophe Diandy 38' Dieumerci Ndongala 47' Jérémy Perbet 67' Dieumerci Ndongala                                                    | Opstelling Sint-Truiden: William Dutoit, Rúben Fernandes, Yvan Erichot, Faycal Rherras, Yuji Ono, Cristián Cuevas, Rob Schoofs, Edmilson Junior Paulo da Silva, Jean-Luc Dompé, Victorien Angban, Yannis Mbombo Wissels Sint-Truiden: 55' Yannis Mbombo Yohan Boli 74' Yuji Ono Hilaire Momi                                                                    |
| | |       | | |
| Zaterdag 19 september 2015, 20:00 uur                                                                                       | KVC Westerlo | 0 - 3 | Sint-Truiden | |
| 't Kuipje, Westerlo Toeschouwers: 6.000 Scheidsrechter: Christof Virant Speeldag 8 Eerste Klasse 2015-16                    | Kenneth Schuermans (own) 18' Khaleem Hyland 35' Mitch Apau 67' |       | 26' Yohan Boli 71' Rúben Fernandes | Opstelling Sint-Truiden: William Dutoit, Rúben Fernandes, Mamadou Bagayoko, Salomon Nirisarike, Faycal Rherras, Yuji Ono, Cristián Cuevas, Rob Schoofs, Edmilson Junior Paulo da Silva, Yohan Boli, Victorien Angban Wissels Sint-Truiden: 52' Yohan Boli Joao Rodríguez 61' Cristián Cuevas Jean-Luc Dompé 83' Yuji Ono Mathias Schils                         |
| | |       | | |
| Zondag 27 september 2015, 18:00 uur                                                                                         | RSC Anderlecht | 1 - 0 | Sint-Truiden | |
| Constant Vanden Stockstadion, Anderlecht Toeschouwers: 20.300 Scheidsrechter: Wim Smet Speeldag 9 Eerste Klasse 2015-16     | Stefano Okaka 32' Dennis Praet 58' |       | 58' Mamadou Bagayoko 79' Victorien Angban 82' Yvan Erichot                                                                               | Opstelling Sint-Truiden: William Dutoit, Rúben Fernandes, Mamadou Bagayoko, Yvan Erichot, Faycal Rherras, Yuji Ono, Rob Schoofs, Victorien Angban, Edmilson Junior Paulo da Silva, Jean-Luc Dompé, Yannis Mbombo Wissels Sint-Truiden: 59' Yannis Mbombo Joao Rodríguez 78' Yuji Ono Hilaire Momi 85' Faycal Rherras Mathias Schils                             |
| | |       | | |
| Zaterdag 3 oktober 2015, 20:30 uur                                                                                          | Sint-Truiden | 1 - 3 | Waasland-Beveren | |
| Stayen, Sint-Truiden Toeschouwers: 9.595 Scheidsrechter: Bram Van Driessche Speeldag 10 Eerste Klasse 2015-16               | Rob Schoofs 83' Yuji Ono 90' |       | 12' Deni Milošević 33' Zinho Gano 53' Steeven Langil 60' Gary Coulibaly 86' Thibault Moulin 89' Olivier Myny                             | Opstelling Sint-Truiden: William Dutoit, Rúben Fernandes, Mamadou Bagayoko, Yvan Erichot, Mathias Schils, Faycal Rherras, Yuji Ono, Rob Schoofs, Edmilson Junior Paulo da Silva, Jean-Luc Dompé, Joao Rodríguez Wissels Sint-Truiden: 46' Edmilson Junior Paulo da Silva Cristián Cuevas 61' Joao Rodríguez Hilaire Momi 75' Mathias Schils Yannis Mbombo       |
| | |       | | |
| Zaterdag 17 oktober 2015, 20:30 uur                                                                                         | KV Mechelen | 3 - 0 | Sint-Truiden | |
| Achter de Kazerne, Mechelen Toeschouwers: 9.726 Scheidsrechter: Joeri Van de Velde Speeldag 11 Eerste Klasse 2015-16        | Miloš Kosanović (pen.) 12' Tim Matthys 55' Miloš Kosanović 59' Sofiane Hanni 79'                                                                                   |       | 42' Yohan Boli | Opstelling Sint-Truiden: William Dutoit, Rúben Fernandes, Mamadou Bagayoko, Yvan Erichot, Faycal Rherras, Yuji Ono, Cristián Cuevas, Rob Schoofs, Victorien Angban, Edmilson Junior Paulo da Silva, Yohan Boli Wissels Sint-Truiden: 63' Yohan Boli Hilaire Momi 66' Cristián Cuevas Joao Rodríguez                                                             |
| | |       | | |
| Zondag 25 oktober 2015, 20:00 uur                                                                                           | Sint-Truiden | 2 - 1 | KV Kortrijk | |
| Stayen, Sint-Truiden Toeschouwers: 7.376 Scheidsrechter: Laurent Colemonts Speeldag 12 Eerste Klasse 2015-16                | Victorien Angban 47' Yohan Boli 48' Yohan Boli 52' Yohan Boli 65' William Dutoit 87'                                                                               |       | 34' Samuel Gigot 39' Thanasis Papazoglou 62' Benoît Poulain 84' Tomislav Kiš 85' Lukas Van Eenoo 90+5' Thanasis Papazoglou               | Opstelling Sint-Truiden: William Dutoit, Rúben Fernandes, Mamadou Bagayoko, Salomon Nirisarike, Faycal Rherras, Yuji Ono, Cristián Cuevas, Rob Schoofs, Victorien Angban, Edmilson Junior Paulo da Silva, Yohan Boli Wissels Sint-Truiden: 77' Yohan Boli Joao Rodríguez 85' Yuji Ono Alfonso Artabe 88' Edmilson Junior Paulo da Silva Hilaire Momi            |
| | |       | | |
| Woensdag 28 oktober 2015, 20:30 uur                                                                                         | SV Zulte Waregem | 4 - 0 | Sint-Truiden | |
| Regenboogstadion, Waregem Toeschouwers: 7.640 Scheidsrechter: Denis Vanbecelaere Speeldag 13 Eerste Klasse 2015-16          | Karim Essikal 8' Mbaye Leye 11' Bruno Godeau 27' Christophe Lepoint 34' Steve De Ridder 80' Chuks Aneke 89'                                                        |       | 38' Cristián Cuevas 82' Rob Schoofs 87' Alfonso Artabe                                                                                   | Opstelling Sint-Truiden: William Dutoit, Rúben Fernandes, Mamadou Bagayoko, Alfonso Artabe, Salomon Nirisarike, Faycal Rherras, Yuji Ono, Cristián Cuevas, Rob Schoofs, Edmilson Junior Paulo da Silva, Yohan Boli Wissels Sint-Truiden: 46' Cristián Cuevas Hilaire Momi 77' Mamadou Bagayoko Jean-Luc Dompé 84' Edmilson Junior Paulo da Silva Joao Rodríguez |
| | |       | | |
| Zondag 1 november 2015, 14:30 uur                                                                                           | Sint-Truiden | 1 - 0 | Standard Luik | |
| Stayen, Sint-Truiden Toeschouwers: 12.056 Scheidsrechter: Nicolas Laforge Speeldag 14 Eerste Klasse 2015-16                 | Cristián Cuevas 30' Edmilson Junior Paulo da Silva 56' Joao Rodríguez 90+2'                                                                                        |       | 30' Mohamed Yattara 32' Dino Arslanagic 38' Mathieu Dossevi 65' Adrien Trebel 90+4' Benjamin Tetteh                                      | Opstelling Sint-Truiden: William Dutoit, Rúben Fernandes, Mamadou Bagayoko, Yvan Erichot, Faycal Rherras, Yuji Ono, Cristián Cuevas, Rob Schoofs, Victorien Angban, Edmilson Junior Paulo da Silva, Jean-Luc Dompé Wissels Sint-Truiden: 70' Cristián Cuevas Mathias Schils 80' Jean-Luc Dompé Joao Rodríguez 89' Yuji Ono Salomon Nirisarike                   |
| | |       | | |
| Zaterdag 7 november 2015, 20:00 uur                                                                                         | KSC Lokeren | 1 - 1 | Sint-Truiden | |
| Daknamstadion, Lokeren Toeschouwers: 7.884 Scheidsrechter: Bram Van Driessche Speeldag 15 Eerste Klasse 2015-16             | Marko Mirić 69' Marko Mirić 76' |       | 48' Edmilson Junior Paulo da Silva 60' Victorien Angban 90+3' William Dutoit                                                             | Opstelling Sint-Truiden: William Dutoit, Rúben Fernandes, Mamadou Bagayoko, Yvan Erichot, Faycal Rherras, Yuji Ono, Cristián Cuevas, Rob Schoofs, Victorien Angban, Edmilson Junior Paulo da Silva, Yohan Boli Wissels Sint-Truiden: 24' Yohan Boli Jean-Luc Dompé 63' Cristián Cuevas Hilaire Momi 80' Yuji Ono Gaëtan Hendrickx                               |
| | |       | | |
| Zaterdag 21 november 2015, 20:00 uur                                                                                        | Waasland-Beveren | 2 - 1 | Sint-Truiden | |
| Freethielstadion, Beveren Toeschouwers: 4.543 Scheidsrechter: Lawrence Visser Speeldag 16 Eerste Klasse 2015-16             | Zinho Gano 10' Zinho Gano 43' Deni Milošević 45+1' Zakaria M'Sila 78'                                                                                              |       | 9' Cristián Cuevas 19' Cristián Cuevas 58' Rúben Fernandes 74' Faycal Rherras 77' Mamadou Bagayoko                                       | Opstelling Sint-Truiden: William Dutoit, Rúben Fernandes, Mamadou Bagayoko, Yvan Erichot, Mathias Schils, Faycal Rherras, Yuji Ono, Cristián Cuevas, Rob Schoofs, Gaëtan Hendrickx, Edmilson Junior Paulo da Silva Wissels Sint-Truiden: 46' Yvan Erichot Salomon Nirisarike 70' Yuji Ono Mohamed Tchité 85' Edmilson Junior Paulo da Silva Mehdi Lazaar        |
| | |       | | |
| Zaterdag 28 november 2015, 20:30 uur                                                                                        | Sint-Truiden | 0 - 1 | Moeskroen | |
| Stayen, Sint-Truiden Toeschouwers: 7.124 Scheidsrechter: Luc Wouters Speeldag 17 Eerste Klasse 2015-16                      | Gaëtan Hendrickx 23' Yvan Erichot 84' |       | 19' Anice Badri 81' Anice Badri 81' David Hubert 90+4' Marin Jakoliš                                                                     | Opstelling Sint-Truiden: William Dutoit, Rúben Fernandes, Yvan Erichot, Faycal Rherras, Yuji Ono, Cristián Cuevas, Rob Schoofs, Victorien Angban, Gaëtan Hendrickx, Edmilson Junior Paulo da Silva, Mohamed Tchité Wissels Sint-Truiden: 65' Mohamed Tchité Hilaire Momi 72' Yuji Ono May Mahlangu 87' Gaëtan Hendrickx Joao Rodríguez                          |
| | |       | | |
| Zaterdag 5 december 2015, 18:00 uur                                                                                         | KV Oostende | 1 - 2 | Sint-Truiden | |
| Albertparkstadion, Oostende Toeschouwers: 6.600 Scheidsrechter: Sébastien Delferiere Speeldag 18 Eerste Klasse 2015-16      | Kévin Vandendriessche 2' |       | 20' Mohamed Tchité 58' (pen.) Edmilson Junior Paulo da Silva 68' Mamadou Bagayoko 76' Cristián Cuevas 81' Faycal Rherras 83' Rob Schoofs | Opstelling Sint-Truiden: William Dutoit, Rúben Fernandes, Mamadou Bagayoko, Yvan Erichot, Faycal Rherras, May Mahlangu, Yuji Ono, Cristián Cuevas, Rob Schoofs, Edmilson Junior Paulo da Silva, Mohamed Tchité Wissels Sint-Truiden: 75' Mohamed Tchité Gaëtan Hendrickx 86' Junior Edmilson Paulo da Silva Salomon Nirisarike 86' Yuji Ono Reno Wilmots        |
| | |       | | |
| Zondag 13 december 2015, 18:00 uur                                                                                          | Sint-Truiden | 0 - 2 | AA Gent | |
| Stayen, Sint-Truiden Toeschouwers: 9.023 Scheidsrechter: Joeri Van de Velde Speeldag 19 Eerste Klasse 2015-16               | |       | 9' Brecht Dejaegere 45' Brecht Dejaegere 90+1' Hannes Van der Bruggen                                                                    | Opstelling Sint-Truiden: William Dutoit, Rúben Fernandes, Mamadou Bagayoko, Yvan Erichot, Faycal Rherras, May Mahlangu, Yuji Ono, Rob Schoofs, Gaëtan Hendrickx, Edmilson Junior Paulo da Silva, Mohamed Tchité Wissels Sint-Truiden: 61' Yuji Ono Mehdi Lazaar 76' May Mahlangu Hilaire Momi 86' Faycal Rherras Reno Wilmots                                   |
| | |       | | |
| Zaterdag 19 december 2015, 18:00 uur                                                                                        | KRC Genk | 3 - 0 | Sint-Truiden | |
| Cristal Arena, Genk Toeschouwers: 17.385 Scheidsrechter: Christof Dierick Speeldag 20 Eerste Klasse 2015-16                 | Yoni Buyens 36' Leon Bailey 37' Leon Bailey 38' Christian Kabasele 53' Neeskens Kebano (pen.) 70' Sébastien Dewaest 84' Sandy Walsh 56'                            |       | 60' Mohamed Tchité 66' Gaëtan Hendrickx 86' Edmilson Junior Paulo da Silva                                                               | Opstelling Sint-Truiden: William Dutoit, Rúben Fernandes, Mamadou Bagayoko, Yvan Erichot, Faycal Rherras, May Mahlangu, Cristián Cuevas, Rob Schoofs, Gaëtan Hendrickx, Edmilson Junior Paulo da Silva, Mohamed Tchité Wissels Sint-Truiden: 74' Gaëtan Hendrickx Mehdi Lazaar 83' Cristián Cuevas Kynigopoulos Panagiotis                                      |
| | |       | | |
| Zaterdag 26 december 2015, 20:30 uur                                                                                        | Sint-Truiden | 2 - 2 | Oud-Heverlee Leuven | |
| Stayen, Sint-Truiden Toeschouwers: 10.936 Scheidsrechter: Lawrence Visser Speeldag 21 Eerste Klasse 2015-16                 | Rob Schoofs 56' Yvan Erichot 66' Gaëtan Hendrickx 72' May Mahlangu 82' Cristián Cuevas 86'                                                                         |       | 29' Samuel Asamoah 35' Yohan Croizet 58' Oleksandr Volovyk 84' Pierre-Yves Ngawa 88' Romain Reynaud                                      | Opstelling Sint-Truiden: William Dutoit, Rúben Fernandes, Mamadou Bagayoko, Yvan Erichot, Mathias Schils, May Mahlangu, Yuji Ono, Cristián Cuevas, Rob Schoofs, Gaëtan Hendrickx, Mohamed Tchité Wissels Sint-Truiden: 46' Yuji Ono Faycal Rherras |
| | |       | | |
| Zaterdag 16 januari 2016, 20:30 uur                                                                                         | Sporting Charleroi | 0 - 0 | Sint-Truiden | |
| Stade du Pays de Charleroi, Charleroi Toeschouwers: 7.437 Scheidsrechter: Christof Virant Speeldag 22 Eerste Klasse 2015-16 | Clinton Mata Pedro Lourenço 81' |       | 12' Cristián Cuevas 79' Damien Dussaut                                                                                                   | Opstelling Sint-Truiden: William Dutoit, Rúben Fernandes, Mamadou Bagayoko, Mathias Schils, Salomon Nirisarike, Faycal Rherras, May Mahlangu, Cristián Cuevas, Rob Schoofs, Gaëtan Hendrickx, Mohamed Tchité Wissels Sint-Truiden: 67' Mohamed Tchité Damien Dussaut 72' Gaëtan Hendrickx Yaya Soumahoro 89' Faycal Rherras Sascha Kotysch                      |
| | |       | | |
| Zaterdag 23 januari 2016, 20:00 uur                                                                                         | Sint-Truiden | 1 - 2 | KVC Westerlo | |
| Stayen, Sint-Truiden Toeschouwers: 9.137 Scheidsrechter: Christophe Delacour Speeldag 23 Eerste Klasse 2015-16              | May Mahlangu 54' |       | 28' Filip Daems 57' Benjamin De Ceulaer 73' (pen.) Frédéric Gounongbe                                                                    | Opstelling Sint-Truiden: William Dutoit, Rúben Fernandes, Yvan Erichot, Damien Dussaut, Faycal Rherras, May Mahlangu, Cristián Cuevas, Rob Schoofs, Victorien Angban, Alexis De Sart, Mohamed Tchité Wissels Sint-Truiden: 46' Victorien Angban Yaya Soumahoro 74' Mohamed Tchité Yohan Boli 81' Alexis De Sart Allan Rodrigues de Souza                        |
| | |       | | |
| Vrijdag 29 januari 2016, 20:30 uur                                                                                          | Sint-Truiden | 1 - 2 | RSC Anderlecht | |
| Stayen, Sint-Truiden Toeschouwers: 12.101 Scheidsrechter: Christof Dierick Speeldag 24 Eerste Klasse 2015-16                | Rúben Fernandes 24' Rúben Fernandes 45+1' Cristián Cuevas 77' Yohan Boli 86' Victorien Angban 90+6'                                                                |       | 2' (pen.) Youri Tielemans 24' Youri Tielemans 58' Filip Đuričić 84' Idrissa Sylla 88' Olivier Deschacht                                  | Opstelling Sint-Truiden: William Dutoit, Rúben Fernandes, Mamadou Bagayoko, Yvan Erichot, Damien Dussaut, May Mahlangu, Cristián Cuevas, Victorien Angban, Allan Rodrigues de Souza, Yaya Soumahoro, Benito Raman Wissels Sint-Truiden: 54' Yaya Soumahoro Fabien Tchenkoua 62' Benito Raman Yohan Boli 87' Cristián Cuevas Faycal Rherras                      |
| | |       | | |
| Zondag 7 februari 2016, 18:00 uur                                                                                           | Standard Luik | 1 - 2 | Sint-Truiden | |
| Maurice Dufrasnestadion, Luik Toeschouwers: 26.750 Scheidsrechter: Frederik Geldhof Speeldag 25 Eerste Klasse 2015-16       | Edmilson Junior Paulo da Silva 21' Réginal Goreux 37' |       | 8' Damien Dussaut 20' Cristián Cuevas 43' Nick Proschwitz 60' Nick Proschwitz 75' Mamadou Bagayoko 90+1' Allan Rodrigues de Souza        | Opstelling Sint-Truiden: William Dutoit, Mamadou Bagayoko, Yvan Erichot, Damien Dussaut, Sascha Kotysch, May Mahlangu, Cristián Cuevas, Pieter Gerkens, Allan Rodrigues de Souza, Nick Proschwitz, Benito Raman Wissels Sint-Truiden: 46' Cristián Cuevas Yuji Ono 67' Benito Raman Fabien Tchenkoua 81' Pieter Gerkens Yohan Boli                              |
| | |       | | |
| Zondag 14 februari 2016, 20:00 uur                                                                                          | Sint-Truiden | 0 - 3 | KV Mechelen | |
| Stayen, Sint-Truiden Toeschouwers: 8.642 Scheidsrechter: Bram Van Driessche Speeldag 26 Eerste Klasse 2015-16               | Mamadou Bagayoko 7' Pieter Gerkens 27' Benito Raman 46' Mamadou Bagayoko 85'                                                                                       |       | 12' Mats Rits 38' Nicolas Verdier 52' Steven De Petter 59' Glenn Claes 89' Sofiane Hanni 90+2' Glenn Claes                               | Opstelling Sint-Truiden: William Dutoit, Mamadou Bagayoko, Yvan Erichot, Damien Dussaut, Sascha Kotysch, May Mahlangu, Pieter Gerkens, Allan Rodrigues de Souza, Nick Proschwitz, Yaya Soumahoro, Benito Raman Wissels Sint-Truiden: 60' Yaya Soumahoro Yuji Ono 65' Allan Rodrigues de Souza Yohan Boli 77' Benito Raman Fabien Tchenkoua                      |
| | |       | | |
| Zaterdag 20 februari 2016, 20:00 uur                                                                                        | KV Kortrijk | 3 - 0 | Sint-Truiden | |
| Guldensporenstadion, Kortrijk Toeschouwers: 7.422 Scheidsrechter: Denis Vanbecelaere Speeldag 27 Eerste Klasse 2015-16      | Thanasis Papazoglou 17' Adam Marušić (pen.) 44' Thanasis Papazoglou 51'                                                                                            |       | 49' Yaya Soumahoro 54' Rúben Fernandes 74' Damien Dussaut                                                                                | Opstelling Sint-Truiden: William Dutoit, Rúben Fernandes, Damien Dussaut, Faycal Rherras, Sascha Kotysch, May Mahlangu, Cristián Cuevas, Victorien Angban, Pieter Gerkens, Nick Proschwitz, Yaya Soumahoro Wissels Sint-Truiden: 54' Faycal Rherras Fabien Tchenkoua 67' Victorien Angban Alexis De Sart 67' Yaya Soumahoro Mohamed Tchité                      |
| | |       | | |
| Zaterdag 27 februari 2016, 20:30 uur                                                                                        | Sint-Truiden | 1 - 2 | SV Zulte Waregem | |
| Stayen, Sint-Truiden Toeschouwers: 8.479 Scheidsrechter: Luc Wouters Speeldag 28 Eerste Klasse 2015-16                      | Nick Proschwitz 76' |       | 35' Alessandro Cordaro 59' Steve De Ridder 86' Steve De Ridder 90' Stephen Buyl 90+3' Christophe Lepoint                                 | Opstelling Sint-Truiden: William Dutoit, Rúben Fernandes, Mamadou Bagayoko, Yvan Erichot, Faycal Rherras, May Mahlangu, Cristián Cuevas, Victorien Angban, Pieter Gerkens, Fabien Tchenkoua, Nick Proschwitz Wissels Sint-Truiden: 46' Pieter Gerkens Allan Rodrigues de Souza 53' William Dutoit Yves De Winter 70' Faycal Rherras Benito Raman                |
| | |       | | |
| Zaterdag 5 maart 2016, 20:00 uur                                                                                            | Club Brugge | 3 - 0 | Sint-Truiden | |
| Jan Breydelstadion, Brugge Toeschouwers: 26.456 Scheidsrechter: Nicolas Laforge Speeldag 29 Eerste Klasse 2015-16           | Timmy Simons (pen.) 12' Wesley Moraes Ferreira da Silva 58' José Izquierdo 75' Jelle Vossen 86'                                                                    |       | 11' Damien Dussaut 38' Cristián Cuevas 58' Yvan Erichot 59' Victorien Angban 63' Mamadou Bagayoko 71' Victorien Angban                   | Opstelling Sint-Truiden: Yves De Winter, Yvan Erichot, Damien Dussaut, Faycal Rherras, Sascha Kotysch, May Mahlangu, Cristián Cuevas, Victorien Angban, Pieter Gerkens, Fabien Tchenkoua, Nick Proschwitz Wissels Sint-Truiden: 46' Fabien Tchenkoua Benito Raman 46' Damien Dussaut Mamadou Bagayoko 75' Faycal Rherras Allan Rodrigues de Souza               |
| | |       | | |
| Zondag 13 maart 2016, 18:00 uur                                                                                             | Sint-Truiden | 1 - 1 | KSC Lokeren | |
| Stayen, Sint-Truiden Toeschouwers: 10.063 Scheidsrechter: Wim Smet Speeldag 30 Eerste Klasse 2015-16                        | Damien Dussaut 39' Faycal Rherras 47' Yohan Boli 90+1' Yohan Boli 90+1'                                                                                            |       | 49' Georgios Galitsios 58' Hamdi Harbaoui 82' Hamdi Harbaoui                                                                             | Opstelling Sint-Truiden: William Dutoit, Yvan Erichot, Damien Dussaut, Faycal Rherras, Sascha Kotysch, May Mahlangu, Cristián Cuevas, Pieter Gerkens, Fabien Tchenkoua, Nick Proschwitz, Benito Raman Wissels Sint-Truiden: 56' Faycal Rherras Yohan Boli 88' Damien Dussaut Mohamed Tchité                                                                     |

#### Resultaten per speeldag
| Speeldag  | 1 | 2 | 3 | 4 | 5  | 6  | 7  | 8  | 9  | 10 | 11 | 12 | 13 | 14 | 15 | 16 | 17 | 18 | 19 | 20 | 21 | 22 | 23 | 24 | 25 | 26 | 27 | 28 | 29 | 30 |
| --------- | - | - | - | - | -- | -- | -- | -- | -- | -- | -- | -- | -- | -- | -- | -- | -- | -- | -- | -- | -- | -- | -- | -- | -- | -- | -- | -- | -- | -- |
| Resultaat | w | w | g | v | w  | v  | g  | w  | v  | v  | v  | w  | v  | w  | g  | v  | v  | w  | v  | v  | g  | g  | v  | v  | w  | v  | v  | v  | v  | g  |
| Punten    | 3 | 6 | 7 | 7 | 10 | 10 | 11 | 14 | 14 | 14 | 14 | 17 | 17 | 20 | 21 | 21 | 21 | 24 | 24 | 24 | 25 | 26 | 26 | 26 | 29 | 29 | 29 | 29 | 29 | 30 |
| Positie   | 7 | 3 | 3 | 5 | 2  | 5  | 4  | 3  | 6  | 7  | 8  | 7  | 7  | 7  | 6  | 8  | 8  | 8  | 9  | 11 | 11 | 10 | 12 | 12 | 9  | 11 | 13 | 13 | 14 | 13 |

#### Eindstand
| Pl. | Club                | Gesp. | W  | G  | V  | GV | GT | Ptn. | Kwalificatie of degradatie      |
| --- | ------------------- | ----- | -- | -- | -- | -- | -- | ---- | ------------------------------- |
| 1   | Club Brugge         | 30    | 21 | 1  | 8  | 64 | 30 | 64   | Play-off I                      |
| 2   | AA Gent             | 30    | 17 | 9  | 4  | 56 | 29 | 60   | Play-off I                      |
| 3   | RSC Anderlecht      | 30    | 15 | 10 | 5  | 51 | 29 | 55   | Play-off I                      |
| 4   | KV Oostende         | 30    | 14 | 7  | 9  | 55 | 44 | 49   | Play-off I                      |
| 5   | KRC Genk            | 30    | 14 | 6  | 10 | 42 | 30 | 48   | Play-off I                      |
| 6   | SV Zulte Waregem    | 30    | 12 | 7  | 11 | 51 | 50 | 43   | Play-off I                      |
| 7   | Standard Luik       | 30    | 12 | 5  | 13 | 41 | 51 | 41   | Play-off II                     |
| 8   | KV Kortrijk         | 30    | 10 | 9  | 11 | 31 | 35 | 39   | Play-off II                     |
| 9   | Sporting Charleroi  | 30    | 10 | 9  | 11 | 36 | 39 | 39   | Play-off II                     |
| 10  | KV Mechelen         | 30    | 10 | 7  | 13 | 48 | 50 | 37   | Play-off II                     |
| 11  | KSC Lokeren         | 30    | 8  | 10 | 12 | 35 | 40 | 34   | Play-off II                     |
| 12  | Waasland-Beveren    | 30    | 9  | 6  | 15 | 40 | 57 | 33   | Play-off II                     |
| 13  | Sint-Truiden        | 30    | 8  | 6  | 16 | 28 | 47 | 30   | Play-off II                     |
| 14  | Moeskroen           | 30    | 7  | 9  | 14 | 39 | 51 | 30   | Play-off II                     |
| 15  | KVC Westerlo        | 30    | 7  | 9  | 14 | 35 | 59 | 30   |                                 |
| 16  | Oud-Heverlee Leuven | 30    | 7  | 8  | 15 | 42 | 53 | 29   | Degradatie naar Eerste Klasse B |

### Play-off II

#### Wedstrijden
| |                                                                               |       |                                                                                            | |
| Zaterdag 2 april 2016, 20:00 uur                                                                                    | Sint-Truiden                                                                  | 0 - 1 | KV Mechelen                                                                                | |
| Stayen, Sint-Truiden Toeschouwers: 4.325 Scheidsrechter: Sébastien Delferière Speeldag 1 Play-off II                |                                                                               |       | 22' Edin Cocalić 28' Glenn Claes 43' Tim Matthys 71' Steven De Petter 90+2' Seth De Witte  | Opstelling Sint-Truiden: William Dutoit, Yvan Erichot, Damien Dussaut, Sascha Kotysch, May Mahlangu, Cristián Cuevas, Pieter Gerkens, Alexis De Sart, Allan Rodrigues de Souza, Nick Proschwitz, Benito Raman Wissels Sint-Truiden: 46' May Mahlangu Gaëtan Hendrickx 67' Allan Rodrigues de Souza Fabien Tchenkoua 81' Pieter Gerkens Mohamed Tchité |
| |                                                                               |       |                                                                                            | |
| Zaterdag 9 april 2016, 20:30 uur                                                                                    | Sporting Charleroi                                                            | 1 - 1 | Sint-Truiden                                                                               | |
| Stade du Pays de Charleroi, Charleroi Toeschouwers: 7.350 Scheidsrechter: Denis Vanbecelaere Speeldag 2 Play-off II | Amara Baby 47' Stergos Marinos 71'                                            |       | 56' Allan Rodrigues de Souza 61' Alexis De Sart 69' Sascha Kotysch 70' Cristián Cuevas     | Opstelling Sint-Truiden: William Dutoit, Mamadou Bagayoko, Yvan Erichot, Sascha Kotysch, Cristián Cuevas, Pieter Gerkens, Gaëtan Hendrickx, Iebe Swers, Alexis De Sart, Allan Rodrigues de Souza, Nick Proschwitz Wissels Sint-Truiden: 66' Allan Rodrigues de Souza Yohan Boli 68' Iebe Swers Casper De Norre 80' Gaëtan Hendrickx Victorien Angban  |
| |                                                                               |       |                                                                                            | |
| Zaterdag 16 april 2016, 20:00 uur                                                                                   | KSC Lokeren                                                                   | 1 - 0 | Sint-Truiden                                                                               | |
| Daknamstadion, Lokeren Toeschouwers: 6.973 Scheidsrechter: Bram Van Driessche Speeldag 3 Play-off II                | Georgios Galitsios 40' Hamdi Harbaoui 58' Marko Mirić 59' Mario Tičinović 90' |       | 19' Yvan Erichot 34' Mamadou Bagayoko 86' Allan Rodrigues de Souza 90+2' Sascha Kotysch    | Opstelling Sint-Truiden: William Dutoit, Mamadou Bagayoko, Yvan Erichot, Sascha Kotysch, Cristián Cuevas, Pieter Gerkens, Gaëtan Hendrickx, Iebe Swers, Alexis De Sart, Allan Rodrigues de Souza, Nick Proschwitz Wissels Sint-Truiden: 59' Gaëtan Hendrickx Casper De Norre 71' Pieter Gerkens Mohamed Tchité 78' Iebe Swers Yuji Ono                |
| |                                                                               |       |                                                                                            | |
| Zaterdag 23 april 2016, 20:00 uur                                                                                   | Sint-Truiden                                                                  | 2 - 2 | KSC Lokeren                                                                                | |
| Stayen, Sint-Truiden Toeschouwers: 4.091 Scheidsrechter: Bart Vertenten Speeldag 4 Play-off II                      | Benito Raman 28' Pieter Gerkens 40' Cristián Cuevas 61'                       |       | 19' Ayanda Patosi 45' Serhiy Bolbat 90+2' Mijat Marić                                      | Opstelling Sint-Truiden: William Dutoit, Rúben Fernandes, Mamadou Bagayoko, Yvan Erichot, May Mahlangu, Cristián Cuevas, Victorien Angban, Pieter Gerkens, Iebe Swers, Nick Proschwitz, Benito Raman Wissels Sint-Truiden: 58' Benito Raman Yuji Ono 75' Iebe Swers Damien Dussaut 79' Victorien Angban Gaëtan Hendrickx                              |
| |                                                                               |       |                                                                                            | |
| Zaterdag 30 april 2016, 18:00 uur                                                                                   | KV Mechelen                                                                   | 1 - 1 | Sint-Truiden                                                                               | |
| Achter de Kazerne, Mechelen Toeschouwers: 9.100 Scheidsrechter: Christof Dierick Speeldag 5 Play-off II             | Aleksandar Bjelica 39' Edin Cocalić 52' Steven De Petter 68' Glenn Claes 75'  |       | 32' Victorien Angban 35' Pieter Gerkens 84' May Mahlangu 90' Benito Raman 90+2' Emil Velić | Opstelling Sint-Truiden: Emil Velić, Rúben Fernandes, Mamadou Bagayoko, Salomon Nirisarike, May Mahlangu, Cristián Cuevas, Victorien Angban, Pieter Gerkens, Iebe Swers, Nick Proschwitz, Benito Raman Wissels Sint-Truiden: 61' Iebe Swers Yuji Ono 76' Victorien Angban Alexis De Sart 87' Mamadou Bagayoko Damien Dussaut                          |
| |                                                                               |       |                                                                                            | |
| Zaterdag 7 mei 2016, 20:30 uur                                                                                      | Sint-Truiden                                                                  | 0 - 3 | Sporting Charleroi                                                                         | |
| Stayen, Sint-Truiden Toeschouwers: 4.599 Scheidsrechter: Christof Virant Speeldag 6 Play-off II                     | Victorien Angban 65' Benito Raman 73'                                         |       | 3' Jérémy Perbet 43' Amara Baby 45+1' Dieumerci Ndongala 49' Jérémy Perbet                 | Opstelling Sint-Truiden: William Dutoit, Rúben Fernandes, Yvan Erichot, Damien Dussaut, May Mahlangu, Cristián Cuevas, Victorien Angban, Pieter Gerkens, Iebe Swers, Nick Proschwitz, Benito Raman Wissels Sint-Truiden: 57' Iebe Swers Yuji Ono 75' Victorien Angban Alessio Castro-Montes                                                           |

#### Resultaten per speeldag
| Speeldag  | 1 | 2 | 3 | 4 | 5 | 6 |
| --------- | - | - | - | - | - | - |
| Resultaat | v | g | v | g | g | v |
| Punten    | 0 | 1 | 1 | 2 | 3 | 3 |
| Positie   | 4 | 4 | 4 | 4 | 4 | 4 |

#### Eindstand
| Pl. | Club               | Gesp. | W | G | V | GV | GT | Ptn. | Kwalificatie of degradatie |
| --- | ------------------ | ----- | - | - | - | -- | -- | ---- | -------------------------- |
| 1   | Sporting Charleroi | 6     | 3 | 2 | 1 | 13 | 6  | 11   | Finale play-off II         |
| 2   | KSC Lokeren        | 6     | 3 | 2 | 1 | 12 | 7  | 11   |                            |
| 3   | KV Mechelen        | 6     | 2 | 1 | 3 | 7  | 14 | 7    |                            |
| 4   | Sint-Truiden       | 6     | 0 | 3 | 3 | 4  | 9  | 3    |                            |

## Beker van België
| |                                                                                |       |                                                            | |
| Woensdag 23 september 2015, 20:30 uur                                                                                   | Sint-Truiden                                                                   | 1 - 0 | Bocholt VV                                                 | |
| Stayen, Sint-Truiden Toeschouwers: 1.000 Scheidsrechter: Lawrence Visser 1/16de finales Beker van België 2015-16        | Salomon Nirisarike 28' Jean-Luc Dompé 73' Cristián Cuevas 83' Falaye Sacko 90' |       | 58' Carlo Palmans                                          | Opstelling Sint-Truiden: Yves De Winter, Rúben Fernandes, Alfonso Artabe, Mathias Schils, Salomon Nirisarike, Falaye Sacko, Cristián Cuevas, Gaëtan Hendrickx, Jean-Luc Dompé, Joao Rodríguez, Yannis Mbombo Wissels Sint-Truiden: 46' Alfonso Artabe Rob Schoofs 46' Gaëtan Hendrickx Edmilson Junior Paulo da Silva 79' Yannis Mbombo Hilaire Momi |
| |                                                                                |       |                                                            | |
| Woensdag 2 december 2015, 20:30 uur                                                                                     | Standard Luik                                                                  | 2 - 0 | Sint-Truiden                                               | |
| Maurice Dufrasnestadion, Luik Toeschouwers: 5.938 Scheidsrechter: Johan Verbist 1/8ste finales Beker van België 2015-16 | Sambou Yatabaré 20' Sambou Yatabaré 39' Dino Arslanagic 45'                    |       | 34' Yvan Erichot 39' Salomon Nirisarike 59' Faycal Rherras | Opstelling Sint-Truiden: Yves De Winter, Mamadou Bagayoko, Yvan Erichot, Mathias Schils, Salomon Nirisarike, Faycal Rherras, Rob Schoofs, Gaëtan Hendrickx, Edmilson Junior Paulo da Silva, Mohamed Tchité, Mehdi Lazaar Wissels Sint-Truiden: 64' Mathias Schils May Mahlangu 77' Mohamed Tchité Hilaire Momi 81' Rob Schoofs Joao Rodríguez        |